# Instytut Sztuki Islamskiej
Instytut Sztuki Islamu (hebr. ‏מוזיאון לאמנות האסלאם‎) – muzeum znajdujące się w Jerozolimie. Prezentuje eksponaty sztuki muzułmańskiej, w tym tkaniny, biżuterię, przedmioty świąteczne i inne.
Muzeum zostało założone w 1974 przez Verę Bryce Salomons, w pobliżu rezydencji prezydenta państwa Izrael. Muzeum posiada dziewięć galerii uporządkowanych chronologicznie, przedstawiających wierzenia i sztukę cywilizacji islamu.